# Свято-Троицкий собор (Вязьма)
Свято-Троицкий собор — православный храм в городе Вязьме Смоленской области, кафедральный собор Вяземской епархии Русской православной церкви. Расположен на Соборном холме на левом берегу реки Вязьмы, на территории Вяземской крепости. Играет доминирующую роль в панораме города при подъезде с северной стороны.
Настоятель — иерей Александр Курмелев.

## Описание храма
По композиции и декору собор близок к московским памятникам конца XVI — начала XVII века: небольшой, бесстолпный, с тремя апсидами, увенчан пирамидой кокошников и стройной главой. Широкая трапезная и массивная трёхъярусная (46 м) колокольня на подклете построены в формах классицизма с элементами русского стиля середины XIX века. В трапезной находится фрагмент классицистического иконостаса из Екатерининской церкви.
Северный и южный приделы имеют двухчастную разбивку фасадов, что также роднит их с памятниками рубежа XVI—XVII веков, каждый фасад завершается парой полукруглых либо килевидных кокошников, примкнувших к алтарю и ядру храма. Окна с лучковой перемычкой заключены в более крупные арочные обрамления с профилировкой. На трапезной круглые окна второго света ложные, в кольцевых на личинках с рельефным замковым камнем.
Колокольня завершена главой над резонатором — квадратным, как и основные ярусы. Второй ярус и резонатор увенчаны ложными закомарами. Луковичные главы над колокольней и трапезной составлены из узких вертикальных долек. Четверик храма перекрыт сомкнутым сводом со световым кольцом в шелыге.
Между царскими вратами и изображением Тайной вечери — круглый просвет с летящим вниз объёмным голубем в условном сиянии из разреженных лучиков по радиусам. Среди икон особенно выделяются икона Иверской Богоматери (1765) и икона Одигитрии (XVII век).

## История
Первое упоминание о стоявшем на Соборном холме деревянном храме во имя Святителя Николая относится к 1015 году и связано с «Житием Преподобного Аркадия Вяземского и Новоторжского». Весь период существования Вяземского удельного княжества с 1239 по 1403 годы он был соборным. В 1406 году в храме погребён князь Симеон Вяземский, убитый в Торжке вместе со своей супругой княгиней Юлианией смоленским князем Юрием. В 1495 году в соборном храме молилась дочь Московского князя Ивана III и невеста литовского князя Александра Ягеллона Елена. После взятия Смоленска в 1514 году князь Василий III слушал в храме благодарственный молебен. В 1565 году царь Иван Грозный оставил в храме синодик с именами людей, казнённых за время его правления.
В 1597—1598 годах по повелению Бориса Годунова обветшавший Никольский собор был разобран, а на его месте поставлен новый, к которому пристроены Сергиевский, Трёхсвятский и Рождественский приделы. В 1610 году храм был разрушен польскими отрядами под предводительством гетмана Станислава Жолкевского. В 1612 году в соборе зачитано воззвание Троице-Сергиевой лавры и направлено ополчение в Москву. В 1635 году по распоряжению царя Михаила Фёдоровича собор был восстановлен и переосвящён из Никольского в Троицкий в честь заключения под Вязьмой Поляновского мира в день Святой Троицы.
В 1654 году собор посетили царь Алексей Михайлович и патриарх Никон. В 1674—1676 годах на средства царя Алексея Михайловича был поставлен каменный собор. С 1681 года по указу царя Фёдора Алексеевича при соборном храме учреждена кафедра епископов Вяземских. В XVII—XVIII веках около собора стоял дом митрополита Крутицкого (Сарского и Подонского).
В 1765 году купцами братьями Калашниковыми в собор перенесён из Москвы список Иверской иконы Божией Матери. В 1773 году на средства купца Авксентия Космича Фатова при храме был построен придел во имя Иверской иконы Божией матери.
В период Отечественной войны 1812 года храм был в значительной степени разграблен и частично разрушен, а в уцелевшей его части французы устроили соляной склад.
В 1815 году на средства, выделенные Святейшим Синодом, собор был отстроен заново. В 1836 году из кирпича обвалившейся колокольни поставлена каменная часовня у Смоленского моста, уничтоженная большевиками в 1930-е годы.
В 1847—1849 годах на средства купца Петра Гавриловича Сабельникова Иверский придел перестроен и с северной стороны устроен небольшой придел в честь благоверных князей Бориса и Глеба (не сохранился). Каменная четырёхъярусная колокольня построена в 1850 году. Собору принадлежала также каменная Фроловская часовня, стоявшая около моста через реку Вязьму.
В 1922 году из собора были изъяты серебряные ризы с икон, утварь, жемчуг с митры епископа Вяземского. В 1922 году на колокольне оставалось 9 колоколов. В 1929 году собор был закрыт. Вся богатая утварь, дары российских государей, древние книги и иконы «экспроприированы» советской властью; большинство из них исчезло бесследно.
В конце 1941 года в соборе возобновлено богослужение. В 1974—1977 и 1982—2000 годах проводились реставрационные работы по фундаментам, на фасадах и в интерьере храма.
3 мая 1993 году собор посетил Патриарх Московский и всея Руси Алексий II.